# 华北獐牙菜
华北獐牙菜（学名：Swertia wolfgangiana）为龙胆科獐牙菜属下的一个种。

## 扩展阅读
- 維基物種上的相關：华北獐牙菜